# Trichopoda mexicana
Trichopoda mexicana là một loài ruồi trong họ Tachinidae.